# Arthur Okun
Arthur Malvin Okun, né le 28 novembre 1928 à Jersey City et mort le 23 mars 1980 à Washington, D.C., est  un économiste américain.
Il est particulièrement connu pour ses travaux sur la croissance économique qui ont donné lieu à la création de la loi d'Okun. Il a été considéré par Paul Samuelson comme le conseiller économique politique le plus sage de son temps.

## Biographie

### Jeunesse et études
Arthur Okun est reçu à l'université Columbia. Il intègre la fraternité étudiante Phi Beta Kappa. Il obtient à Columbia sa licence d'économie en 1949 avec mention. Il obtient la moyenne la plus élevée de sa promotion et reçoit le prix en mémoire d'Albert Asher Green. Il mène alors de la recherche sous la direction d'Arthur F. Burns, et est l'éditeur du journal estudiantin de Columbia.
Il continue ses études à Columbia, et obtient un master d'économie puis un doctorat en économie en 1956. Il est assistant d'enseignement à Columbia en 1951 et 1952. Sa thèse s'appelle « The Effects of Open Inflation on Aggregation Consumer Demand ».
Il se marie en juillet 1951 avec Suzanne Grossman. Ils ont trois fils.

### Parcours professionnel
Durant ses années de doctorat, Okun devient enseignant à l'université Yale,. Il devient alors le protégé de James Tobin et approfondit sa maîtrise de la théorie keynésienne. Il conserve son poste d'enseignant entre 1952 et 1956, date à laquelle son doctorat lui permet d'être nommé assistant professor. En 1960, il est élevé au grade de professeur associé, puis en 1963, de professeur. En 1963 et 1964, il dirige les masters de l'université Yale.
Parallèlement, Okun devient, conseiller économique du président des États-Unis John Fitzgerald Kennedy lorsque ce dernier le nomme au Council of Economic Advisers en 1961. Lyndon B. Johnson le nomme ensuite à la tête du Council of Economic Advisers en février 1968. Lorsque Richard Nixon arrive au pouvoir, il devient un chercheur senior à la Brookings Institution.

## Apports

### Loi d'Okun
Arthur Okun demeure connu pour la loi qui porte son nom, la loi d'Okun, qui est le fruit de ses travaux sur la croissance. Okun estime qu'il existe une relation linéaire entre les taux de variation du chômage et le taux de croissance du PIB ; on trouve aussi cette loi sous les noms « coefficient d'Okun » ou « relation PIB/chômage ». C'est une relation négative, c'est-à-dire qu'une augmentation du taux de croissance économique entraîne généralement une diminution du taux de chômage, et inversement. Cette loi fut à l’origine du programme de réduction d’impôts qui a été initié par le président Johnson.

### Indice de misère et de pauvreté
Il est également connu comme le créateur de l'indice de la misère et de la pauvreté et de l'analogie de la perte sèche de la fiscalité avec un seau qui fuit.

## Sources
- Les biographies en sciences économiques et sociales : Okun